# 이정구 (성우)
이정구(李貞九, 1952년 5월 20일 ~ )는 대한민국의 성우다. 1977년 KBS 15기 공채 성우로 데뷔하였다.

## 주요 출연작

### 애니메이션
※전체 출연작은 외부 링크를 참조
- DC 리그 오브 슈퍼-펫 - 배트맨
- 드래곤볼 (VIDEO) - 천진반
- 백수왕 고라이온 (VIDEO) -  시로가네 타카시(스벤)
- 명탐정 코난 (투니버스, 애니맥스) - 유명한 (원 배역의 성우 장정진씨의 사망으로 배역을 이어받았다.)
- 명탐정 코난 극장판 1기 - 시한장치의 마천루 (투니버스) - 유명한
- 명탐정 코난 극장판 2기 - 14번째 표적 (투니버스) - 유명한
- 명탐정 코난 극장판 3기 - 세기말의 마술사 (투니버스) - 유명한
- 명탐정 코난 극장판 4기 - 눈동자 속의 암살자 (투니버스) - 유명한
- 명탐정 코난 극장판 5기 - 천국으로의 카운트다운 (투니버스) - 유명한
- 명탐정 코난 극장판 6기 - 베이커가의 망령 (투니버스) - 유명한
- 명탐정 코난 극장판 8기 - 은빛날개의 마술사 - 유명한
- 명탐정 코난 극장판 9기 - 수평선상의 음모 - 유명한
- 명탐정 코난 극장판 10기 - 탐정들의 진혼가 - 유명한
- 명탐정 코난 극장판 13기 - 칠흑의 추적자 (투니버스) - 유명한
- 명탐정 코난 극장판 14기 - 천공의 난파선 (투니버스) - 유명한
- 명탐정 코난 극장판 15기 - 침묵의 15분 - 유명한
- 명탐정 코난 극장판 16기 - 11번째 스트라이커 - 유명한
- 명탐정 코난 극장판 18기 - 이차원의 저격수 - 유명한
- 명탐정 코난 극장판 19기 - 화염의 해바라기 - 유명한
- 명탐정 코난 극장판 20기 - 순흑의 악몽 - 유명한
- 명탐정 코난 극장판 21기 - 진홍의 연가 - 유명한
- 명탐정 코난: 감벽의 관 - 유명한
- 명탐정 코난: 100만 달러의 오릉성 - 유명한
- 무적의 왕자 라이온 (KBS) - 라이온
- 썬더캣츠 (카툰네트워크) - 클로두스
- 독수리 오형제 (KBS) - 혁 / 해설
- 슬램덩크 - 채치수 / 허태환
- 그레이트 다간 (KBS) - 다간
- 스피드왕 번개 (SBS) - 이찬우
- 사자왕 가오가이거 (KBS) - 타이거본부장 / 해설
- 삼국지 (KBS) - 조조
- 쾌걸 근육맨 2세 (투니버스) - 테리맨 / 맥시 밀리언남작
- 더 파이팅 (투니버스) - 천만우
- 풀 메탈 패닉! (애니원) - 가우룽
- 캡틴 테일러 (SBS) - 리갈대위
- 2020년 우주의 원더키디 (KBS) - 마왕부하
- 아마게돈 (KBS) - 케사로스
- 트랜스포머 갤럭시포스 (챔프) - 슈퍼 옵티머스 프라임
- 비스트워 네오 (SBS) - 맘모라이크
- 비스트워 (SBS) - 라이오 콘보이
- 원피스 3D2Y 스페셜 (투니버스) - 쥬라큘 미호크[1]
- 날아라 슈퍼보드 (KBS) - 코만두
- 스파이더맨 (KBS) - 스파이더맨 (피터 파커)
- 위대한 명탐정 바실 - 데이비드 도슨 박사
- 신세기 사이버 포뮬러 (SBS, 투니버스) - 성유진
- 하우스 오브 마우스 - 게스톤
- 하늘의 용사 스카이서퍼 (KBS) - 잭 / 스카이 원
- 요술망아지 브링크 (KBS) - 버스 운전사
- 몬타나 존스 (MBC) - 몬타나
- 스페릭스 (KBS) - 아토
- 레스톨 특수구조대 (KBS) - 한스 / 슈나이더 / 잠수함 선장
- 마이크로맨 (KBS) - 오딘 / 메피스토
- 정의의 용사 카봇 (KBS) - 파이어 콘보이 / 워즈 (처음)
- 트랙시티 (SBS) - 슈나이더
- 헝그리 베스트 5 (KBS) - 강준호
- 홈런왕 강속구 (KBS) - 푸른 행성팀 박사
- 출동! 바이오 용사 (KBS) - 철가면
- 출동! 지구특공대 (KBS) - 캡틴 플래닛
- 일지매 (SBS) - 마독
- 큐빅스 (SBS) - 강한
- 로보짱 큐빅스 (KBS, SBS) - 강한
- 페어리 테일 (챔프) - 성령왕
- Z.O.E (애니원) - 제임스
- 공각기동대 - Stand alone complex (애니원) - 바트
- 철인사천왕 (SBS) - 유박사
- 매직 스워드 (SBS) - 아더
- 11인의 우주용사 (KBS) - 간가
- 인형 보물섬 (KBS) - 롱 존 실버
- 태풍의 그라운드 (SBS) - 유성
- 셰익스피어 명작만화 말괄량이 길들이기 (SBS) - 페트루치오
- 스타체이서 (KBS) - 대그
- 집없는 소년 (KBS) - 해설
- 솔티레이 (애니맥스) - 로이
- 체포하겠어 극장판 (애니맥스) - 과장
- 오거스 (투니버스) - 케이
- 마계도시 (VIDEO) - 강혁
- 배트맨 : 조커의 귀환 (카툰네트워크) - 브루스
- 나루토 (투니버스) - 오로치마루
  - 나루토 질풍전 (투니버스) - 오로치마루
  - 나루토 질풍전 극장판(인연) - 숙명의 재회 (투니버스) - 오로치마루
  - 나루토 SD - 록 리의 청춘 닌자전 (투니버스) - 오로치마루
- 블리치 (투니버스) - 이시다 류켄
- 따끈따끈 베이커리 (투니버스) - 강두팔 / 남자 7
- 슬램덩크 극장판 (애니박스) - 채치수
- 극장판 올림포스 가디언 기간테스 대역습 - 에우리메돈
- 닌자 거북이 2012 (니켈로디언) - 스플린터
- 트랜스포머 레스큐봇 (애니원, 챔프) - 옵티머스 프라임 / 찰리 번즈
- 루팡 3세: 칼리오스트로의 성 (비디오) - 수염 (지겐 다이스케)
- 심슨 가족 (EBS) - 호머 심슨
- 어린 왕자 (EBS) - 뱀
- 워터십 다운의 토끼들 (EBS) - 헤이젤 / 엘라라
- 미녀와 야수 - 게스톤
- 포카혼타스 - 존 스미스
- 파워레인저 미라클포스 (챔프) - 미라클 나이트

### 외화

#### 전담 성우
- 아널드 슈워제네거
  - 터미네이터 / 터미네이터 2 / 터미네이터 3 / 터미네이터 제니시스 (KBS), (SBS), (MBC) - 터미네이터 (아널드 슈워제네거)[2]
  - 솔드 아웃 (SBS) - 하워드
  - 콜래트럴 데미지 (SBS) - 고르디
  - 라스트 액션 히어로 (KBS, SBS) - 아놀드 / 잭
  - 이레이저 (SBS) - 존 크루거
  - 배트맨과 로빈 (SBS) - 미스터 프리즈
  - 트루 라이즈 (KBS, MBC) - 해리
  - 엔드 오브 데이즈 (KBS) - 제리코 케인
  - 주니어 (KBS) - 해스 박사
  - 6번째 날 (KBS) - 애덤 깁슨
  - 프레데터 (SBS) - 더치
  - 트윈스 (KBS) - 줄리어스
  - 레드 히트 (KBS, SBS) - 당코
  - 토탈 리콜 (SBS) - 퀘이드
  - 코만도 (KBS) - 존 매트릭스
  - 코난 - 바바리안 (KBS) - 코난
  - 아놀드 슈워제네거의 복수 (SBS) - 마크
  - 유치원에 간 사나이 (SBS) - 킴블
- 브루스 윌리스
  - 다이하드 (SBS) - 존 매클레인
    - 다이하드 2 (SBS) - 존 매클레인
    - 다이하드 3 (KBS) - 존 매클레인

  - 나인 야드 2 (SBS) - 지미
  - 12몽키즈 (SBS) - 제임스 콜
  - 럭키 넘버 슬레븐 (KBS) - 스미스
  - 오션스 트웰브 (SBS) - 본인 카메오 출연
  - 아마게돈 (KBS, SBS) - 해리 S. 스탬퍼
  - 스토리 오브 어스 (SBS) - 벤 조던
  - 제5원소 (KBS, SBS) - 코벤 댈러스
  - 식스 센스 (KBS) - 맬컴 크로
  - 비상 계엄 (MBC) - 빌 데브로
  - 머큐리 (KBS) - 아트
  - 컬러 오브 나이트 (KBS) - 빌 카파
  - 자칼 (SBS) - 자칼
  - 키드 (KBS) - 더스
  - 언브레이커블 (KBS) - 데이비드
  - 블루문 특급 (KBS) - 데이비드
  - 빌리 베스게이트 (KBS) - 보
  - 마지막 보이스카웃 (KBS, SBS) - 조
  - 써로게이트 (KBS) - 그리어
  - 키드 (KBS) - 더스
  - 스트라이킹 디스턴스 (KBS) - 톰 하디
  - 허드슨 호크 (KBS, SBS) - 에디 (허드슨 호크)
- 실베스터 스탤론
  - 록키 (KBS) - 록키 발보아
    - 록키 2 (KBS) - 록키 발보아
    - 록키 3 (KBS) - 록키 발보아
    - 록키 4 (KBS, MBC) - 록키 발보아
    - 록키 5 (KBS) - 록키 발보아

  - 스페셜리스트 (KBS, SBS) - 레이
  - 드리븐 (SBS) - 존 텐토
  - 라인 스톤 (SBS) - 닉
  - 저지 드레드 (SBS) - 저지 드레드
  - 택시 3 (KBS) - 공항 승객
  - 어쌔신 (KBS, SBS) - 로버트 래스
  - 클리프행어 (KBS, SBS) - 케이브 웨이커
  - 데이라잇 (KBS) - 킨 라트
  - 스파이 키드 3D: 게임 오버 (SBS) - 토이메이커 여러 버전들
  - 승리의 탈출 (SBS) - 로버트 해치
  - 데몰리션 맨 (SBS) - 존 스파탄
- 리처드 기어
  - 귀여운 여인 (KBS) - 에드워드 루이스
  - 헌팅 파티 (KBS) - 사이먼 헌트
  - 최종 분석 (SBS) - 아이 잭
  - 모스맨 (SBS) - 존 클레인
  - 사랑할 때와 이별할 때 (KBS) - 맷
  - 사관과 신사 (MBC) - 잭 메이어
  - 써머스비 (KBS, MBC) - 잭 써머스비
  - 닥터 T (KBS) - 닥터 T
  - 8mm (MBC) - 톰 웰즈
  - 뉴욕의 가을 (MBC) - 윌
  - 런어웨이 브라이드 (KBS) - 아이크
  - 유혹은 밤 그림자처럼 (MBC) - 데니스
  - 코튼 클럽 (SBS) - 딕시 드와이어
  - 시카고 (MBC) - 빌리
  - 노 머시 (SBS) - 질렛
- 마이클 키턴
  - 배트맨 (KBS, SBS) - 배트맨
    - 배트맨 2 (KBS, SBS) - 배트맨

  - 데스퍼레이트 (SBS) - 매케이브
  - 마이 라이프 (SBS) - 밥
  - 잭 프로스트 (SBS) - 잭
  - 스포트라이트 (KBS) - 로비
- 발 킬머
  - 배트맨 포에버 (KBS, SBS) - 배트맨
  - 레드 플래닛 (SBS) - 갤러거
  - 집행자 (SBS) - 대니
- 조지 클루니
  - 오션스 일레븐 (KBS) - 대니 오션
    - 오션스 트웰브 (SBS) - 대니 오션

  - 퍼펙트 스톰 (KBS, SBS) - 빌리
  - 쓰리 킹즈 (KBS) - 아치
- 니콜라스 케이지
  - 콘 에어 (KBS, MBC) - 캐머런 포
  - 페이스 오프 (KBS, MBC) - 캐스터 트로이
  - 코렐리의 만돌린 (KBS) - 코렐리
  - 식스티 세컨즈 (KBS, SBS) - 멤피스 레인즈
  - 비상근무 (KBS) - 프랭크
  - 스네이크 아이 (KBS) - 락 샌토로
  - 버디 (KBS) - 알
  - 시티 오브 엔젤 (KBS) - 세스
  - 이중노출 (KBS) - 작은 주니어
- 앨릭 볼드윈
  - 미션 임파서블: 로그네이션 (KBS) - 앨런 헌리[3]
  - 미션 임파서블: 폴아웃 (KBS) - 앨런 헌리
  - 붉은 10월 (KBS) - 잭 로니
  - 주어러 (KBS) - 선생

#### 드라마
- 전쟁과 추억 (KBS) - 바이런 (하트 보크너)
- 아카풀코 해변수사대 (SBS) - 마이크 (브렌단 켈리)
- SOS 해상 구조대 (KBS) - 미치 (데이비드 해셀호프)
- 판관 포청천 (KBS) - 배모문 (유덕개)
- 닥터후 (KBS) - 9대 닥터 (크리스토퍼 에클스턴)
- CSI 뉴욕 (MBC) - 맥 테일러 (게리 시니스)
- CSI 마이애미 (MBC) - 맥 테일러 (게리 시니스) - 시즌 2, 시즌 4 CSI 뉴욕과 크로스에피에 출연
- 폴링스카이 (KBS) - 위버 (윌 패튼)
- ER (KBS) - 존 카터 (노아 와일리)
- 전격 Z 작전 (KBS) - 마이클 나이트 (데이비드 해셀호프)
- 24 (MBC) - 게인스
- 스필버그의 어메이징 스토리 (KBS)
- 남과 북 (KBS) - 찰스 (루이스 스미스)
- 미티어 (KBS) - 잭 (빌리 캠벨)

#### 영화
- 디파이언스 (KBS) - 투비아 (대니얼 크레이그)
- 벤허 (KBS) - 메살라 (스티븐 보이드)
- 슈퍼맨 (KBS) (1997년 더빙판) - 슈퍼맨 (크리스토퍼 리브)
  - 슈퍼맨 2 (KBS) (1997년 더빙판) - 슈퍼맨 (크리스토퍼 리브)
  - 슈퍼맨 3 (SBS) - 슈퍼맨 (크리스토퍼 리브)
- 성의 (SBS) - 데메트리우스
- 와사비 (SBS) - 위베르 (장 르노)
- 게이샤의 추억 (KBS) - 회장 (와타나베 켄)
- 웰컴 투 사라예보 (KBS) - 플린 (우디 해럴슨)
- 트랜스포머 (KBS) - 옵티머스 프라임 (피터 컬런)
- 트랜스포머 패자의 역습 (KBS) - 옵티머스 프라임 (피터 컬런)
- 엘 시크레토: 비밀의 눈동자 (KBS) - 에스포시토 (리카도 다린)
- 소비버 탈출 (SBS) - 사샤 (루트거 하우어)
- 마지막 황제 (KBS) - 아마카스 (사카모토 류이치)
- FBI 기동타격대 (SBS)
- 아름다운 세상을 위하여 (SBS) - 유진 시모넷 (케빈 스페이시)
- 살인 표적 (SBS) - 메이스 (파워스 부스)
- 화성침공 (SBS) - 케슬러 교수 (피어스 브로스넌)
- 내일을 향해 쏴라 (KBS) - 부치 캐시디 (폴 뉴먼)
- 프레리 홈 컴패니언 (KBS) - 더스티 (우디 해럴슨)
- 사선에서 (KBS) - 대통령 (짐 커리)
- 커맨더 인 치프 (KBS) - 로드 캘러웨이 (카일 세커)
- 빨간 구두 (KBS) - 띠마떼오 (세르조 카스텔리토)
- 킬러들의 도시 (KBS) - 해리 (레이프 파인스)
- 그레이시 스토리 (KBS) - 브라이언 (더멋 멀로니)
- 안소니 짐머 (KBS) - 프랑소와 / 안소니 짐머 (이반 아탈)
- 재회 (KBS) - 시아오루 (장 지아이)
- 킹 오브 쏘로우 ~ 참을 수 없는 슬픔 (KBS) - 스티브 세라노 (킴 코테스)
- 장고 (KBS) - 장고 (프랑코 네로)
- 백 투 더 퓨처 (KBS) (1990년 더빙판) - 조지 맥플라이 (크리스핀 글로버)
- 플래툰 (KBS) - 반즈 상사 (톰 베린저)
- 파 프롬 헤븐 (KBS) - 프랭키 휘터커 (데이스 퀘이드)
- 레인저 스카우트 (KBS) - 맥스 (대니얼 스턴)
- 포트리스 (KBS) - 브레닉 (크리스토퍼 램버트)
- 공포의 특급열차 (KBS) - 마이크
- 에드 우드 (KBS) - 버니 브레킨리지 (빌 머리)
- 내 사랑 컬리수 (KBS) - 빌 (제임스 벨루시)
- 로맨싱 스톤 (KBS) - 잭 (마이클 더글러스)
- 퍼펙트 크라임 (KBS) - 라파엘 (기예르모 톨레도)
- 고인돌가족 플린스톤 (KBS) - 클리프
- 늑대의 후예들 (KBS) - 프롱사크 기사 (사뮈엘 르 비앙)
- 대부 3 (KBS) - 빈센트 만치니 (앤디 가르시아)
- 반지의 제왕: 반지 원정대 (KBS) - 아라고른 (비고 모텐슨)
- 석양의 무법자 (2007년 더빙판/KBS) - 블론디 (클린트 이스트우드)
- 티파니에서 아침을 (KBS) - 폴 (조지 페퍼드)
- 핀지콘티니가의 정원 (KBS)
- 셰인 (KBS) - 셰인 (앨런 래드)
- 칵테일 (KBS) - 더글라스 (브라이언 브라운)
- JFK (KBS) - 아이본 (제이 O. 샌더스)
- 헐리우드 엔딩 (KBS) - 할 (트리트 윌리엄스)
- 웰컴 (KBS) - 시몽 (뱅상 랭동)
- 인공지능 하우스 (KBS) - 닉 (케빈 킬너)
- 모스트 원티드 (KBS)
- 바람과 함께 사라지다 (KBS) - 프랭크 (캐롤 나이에) / 간호사
- 스팅 (KBS)
- 딜리버리 (KBS) - 스파이크 (릭 라운스파흐)
- 아이언 맨 2 (KBS) - 이반 (미키 루크)
- 탈주자 (KBS) - 샘 (장클로드 반 담)
- 대지진 10.5 (KBS) - 클라크 (존 슈나이더)
- 닥터 지바고 (1986년 더빙판) (KBS) - 파샤 (톰 커트니)
- 야망의 계절 (KBS) - 톰 조다슈 (닉 놀티)
- 가시나무새 (KBS) - 루크 오닐 (브라이언 브라운)
- 유니버셜 솔져: 그 두 번째 임무 (MBC) - 루크 네브로 (장클로드 반 담)
- 007 살인면허 (KBS, MBC) - 제임스 본드 (티머시 돌턴)
- 프레시디오 (SBS) - 제이 오스틴
- 3000 마일 (SBS) - 토머스 J. 머피 (케빈 코스트너)
- 전선 위의 참새 (KBS) - 릭 자민 (멜 깁슨)
- 리틀 빅 히어로 (KBS) - 존 부버 (앤디 가르시아)
- 결혼하는 남자 (KBS) - 찰리 펄
- 마스터 돌프 (KBS) - 히맨 (돌프 룬드그렌)
- 95영웅 울트라맨 (VIDEO) - 샌더스
- 명탐정 코난 드라마 스페셜: 남도일에게 보내는 도전장 (투니버스) - 유명한 탐정 (진나이 타카노리)
  - 명탐정 코난 드라마 스페셜: 괴조 전설의 수수께끼 (투니버스) - 유명한 탐정 (진나이 타카노리)
- 파워레인저 다이노포스 (대원방송) - 강단웅 / 실버 다이노 2대
- 단테스 피크 (SBS) - 해리 (피어스 브로스넌)
- 해리포터와 아즈카반의 죄수 (SBS) - 루핀 교수 (데이비드 슐리스)
- 후크 (KBS) - 후크 (더스틴 호프먼)
- 다빈치 코드 (KBS) - 브쥐 파슈 (장 르노)
- 여총리 비르기트 (CNTV) - 구드메 (홍보 수석) / 크루세 (유럽부 장관) / 프레더릭 (외무부 사무차관)
- 신드바드 (KBS) - 아크바리 (나빈 앤드루스)
- 마담 퐁파두르 (EBS) - 루이 15세 (벵상 페레)
- 펄프 픽션 (KBS)
- 타인의 취향 (KBS) - 모레 (제랄드 랑뱅)
- 에이전시 (CNTV) - 맷 칼란 (질 벨로스)
- 나바론 2 (KBS)
- 본 슈프리머시 (KBS) - 마틴 마셜 (토머스 아라나)
- 태스크포스캅 (텔레노벨라) - 윌슨
- 위험한 도박 (KBS) - 뎀시 (크리스토퍼 리브)
- 스티븐 킹의 토미노커스 (KBS) - 제임스
- 원티드 (KBS) - 크로스 (토마스 크레치만)
- 인 굿 컴퍼니 (KBS) - 댄 포먼 (데이스 퀘이드)
- 태양의 제국 (KBS)
- 인간 로케티어 (KBS) - 싱클레어 (티모시 달튼)
- 딥 블루 씨 (SBS) - 카터 (토마스 제인)
- 트윈 픽스 (KBS) - 데일 쿠퍼 (카일 맥라클란)
- 나의 장미빛 인생 (KBS) - 아빠 (다니엘 한센스)
- 달려라 청춘 (KBS) - 마이크 (데니스 퀘이드)
- 엘 시드 (KBS) - 알폰소 (존 프레이저)
- 더블 팀 (MBC) - 스타브로스 (미키 루크)
- 인디아나 존스: 미궁의 사원 (KBS) - 인디아나 (해리슨 포드)
- 영건 2 (KBS)
- 오로라 공주 - 순경 父 역
- 코난 (KBS)
- 25시의 추적 (KBS) - 녹스 (톰 베린저)
- 붉은 유혹 (KBS) - 잭 (제임스 벨루시)
- 슈퍼 볼케이노 (KBS) - 릭 (마이클 라일리)
- 엠파이어 (KBS) - 타라너스 (조나단 케익)
- 고스트 버스터즈 (KBS) - 이곤 (해롤드 래미스)
- 아스테릭스 (KBS) - 아스테릭스 (크리스티앙 클라비에)
- 스트리트 나이트 (SBS) - 바렛 (제프 스피크먼)
- 나 홀로 집에 (KBS) - 마브 (다니엘 스턴)
- 간디 (KBS) - 자와할랄 네루 (로산 세스)
- 어느 날 밤에 생긴 일 (KBS) - 피터 (클라크 게이블)
- 4차원의 포로 (SBS) - 데이빗 (마이클 파레)
- 죠스 2 (KBS) - 래리 시장의 아들(데이빗 엘리엇)
- 올리버 트위스트 (KBS) - 빌 사이키스(로버트 뉴턴)
- 39계단 (KBS) - 해니(로버트 도냇)
- 조슈아 트리 (SBS) - 샌티 (돌프 룬드그렌)
- 프랭키와 쟈니 (MBC) - 쟈니(알 파치노)

### 게임
- 헤일로 : 컴뱃 이볼브드, 헤일로 2, 헤일로 3, 헤일로 4, 헤일로 5 - 마스터 치프 역
- 바이오하자드: 타임 크라이시스 - 윌리엄 맥퍼슨
- 마그나카르타 2 - 슈엔자이트 바렌
- 창세기전 3 - 사피알딘
- 에이지 오브 엠파이어 2 - 해설자 및 각종 유니트들
- 철권 4 - 화랑[4]
- 진 삼국무쌍 - 조조
- 이카루스 - 크로우
- 오버히트 - 브람스
- 승리의 여신: 니케: 엔더슨

### 광고
- 기아자동차 (쏘렌토, 오피러스)
- KT
- 금호타이어 (타이어프로)
- 공익광고협의회(종이배, 쓰레기는 죽지 않는다, 병들의 합창)
- 한국야쿠르트
- 현대카드
- 한국GM (르망, 씨에로)
- 광동제약 (운지천 F)
- 남양유업
- 유안타증권
- 대웅제약 (베아제)
- LF
- LG유플러스
- 레고
- AIA생명
- LG전자
- 두산인프라코어
- 롯데칠성음료
- 대상
- 현대모비스
- 모나미 (스머프파스) (성우:손정아)
- 브라운
- 에너자이저코리아
- 롯데제과
- 한국투자증권
- 오랄비
- 티켓몬스터
- 서울우유
- 썬업
- 클럽SK
- T map
- 부광약품 (로취큐) 감옥감시자
- 동화약품 (잇치)
- 대우전자 (아이큐슈퍼컴퓨터)
- 레드불
- 롯데리아 와일드쉬림프버거
- 불스원 에어컨필터
- PBS 더 가글
- 하이트진로 (진로 이즈 100년)
- 헤이딜러 중고차 새싹키우기 프로젝트

### 방송
- 《주.판.알》 (MBC)
- 《긴급구조 119》 내레이션 (KBS2) (1998년 7월 ~ 10월 초 - 하반기 중반 이후 까지)
- 《1대 100》내레이션 (KBS)
- 《남자공감 랭크쇼 M16》 (XTM)
- 《블라인드 테스트쇼 180도》 (MBC)
- 《원샷 & 원킬 시즌3》 (국방TV)
- 《영화가 좋다》 내레이션 (KBS2)
- 《비밀병기 그녀》 (MBC every1)
- 《여행생활자 집시맨》내레이션 (MBN)

### 다큐멘터리
- 2007.06.11 EBS 다큐 10+ 《데이빗 아텐보로의 마이크로 코스모스 - 제1부 바다에서 온 개척자들》
- 2007.06.12 EBS 다큐 10+ 《데이빗 아텐보로의 마이크로 코스모스 - 제2부 작은 비행사들》
- 2007.06.13 EBS 다큐 10+ 《데이빗 아텐보로의 마이크로 코스모스 - 제3부 거미줄의 신비》
- 2007.06.14 EBS 다큐 10+ 《데이빗 아텐보로의 마이크로 코스모스 - 제4부 공생과 기생》
- 2007.06.15 EBS 다큐 10+ 《데이빗 아텐보로의 마이크로 코스모스 - 제5부 거대한 군집사회》
- 2008.01.22 EBS 다큐 10+ 《우주전쟁 - 제1편 나치로켓의 비밀》
- 2008.01.23 EBS 다큐 10+ 《우주전쟁 - 제2편 지구 밖으로》
- 2008.01.24 EBS 다큐 10+ 《우주전쟁 - 제3편 최초의 우주인》
- 2008.01.25 EBS 다큐 10+ 《우주전쟁 - 제4편 달을 향하여》
- 2009.05.09 KBS 세계 걸작 다큐멘터리 《돈의 힘 - 제1부 탐욕의 시작》
- 2009.05.16 KBS 세계 걸작 다큐멘터리 《돈의 힘 - 제2부 지불 약속》
- 2009.05.23 KBS 세계 걸작 다큐멘터리 《돈의 힘 - 제3부 거품과 붕괴》
- 2009.06.13 KBS 세계 걸작 다큐멘터리 《돈의 힘 - 제4부 위험한 거래》
- 2009.06.20 KBS 세계 걸작 다큐멘터리 《돈의 힘 - 제5부 안전자산, 집》
- 2009.06.27 KBS 세계 걸작 다큐멘터리 《돈의 힘 - 제6부 이머이징 마켓, 차이메리카》
- 2013.10.06 JTBC 프라임 《1300년의 세월이 만든 계단, 하니 다랑논》
- 2015.01.19 EBS 다큐프라임 《신년특집 생존의 비밀 1부 은밀한 사냥꾼, 호랑이》
- 2015.01.20 EBS 다큐프라임 《신년특집 생존의 비밀 2부 초원의 승부사, 사자》
- 2015.01.21 EBS 다큐프라임 《신년특집 생존의 비밀 3부 사라지는 얼음왕국》
- 2015.01.26 EBS 다큐프라임 《신년특집 생존의 비밀 4부 열사의 전사들, 생명의 물을 찾아서》
- 2015.01.27 EBS 다큐프라임 《신년특집 생존의 비밀 5부 주머니동물의 비애》
- 2016.02.04 KBS 세상의 모든 다큐 《쓰레기와의 전쟁 1부 분리수거와의 전쟁》
- 2016.02.10 KBS 세상의 모든 다큐 《쓰레기와의 전쟁 2부 쓰레기속 보물찾기》
- 2016.02.17 KBS 세상의 모든 다큐 《쓰레기와의 전쟁 3부 100% 재활용을 위하여》
- 2016.04.12 KBS 해외걸작다큐 《알렉스 퍼거슨, 성공의 비결》

## 수상
- 2019년 제10회 대한민국 대중문화예술상 국무총리 표창